# Triac
Triac (akronym fra eng. triode for alternating current) er et genereliseret varenavn for en elektronisk komponent som kan lede strøm i begge retninger når den er blevet trigget (tændt) og kaldes formelt en bidirektional triode tyristor eller bilateral triode tyristor.
En triac er omtrent ækvivalent med to komplementære unilaterale tyristore (én er anode trigget og den anden er katode trigget SCR) samlet i invers parallel (parallel men med polariteten reverseret) og med deres gates forbundet sammen. En triac kan trigges af enten en positiv eller en negativ spænding påtrykt over dens gate (styreelektrode) (med hensyn til A1, også kendt som MT1). Når den er trigget vil enheden fortsætte med at lede indtil strømmen gennem hovedelektroderne (anode, katode) falder under en bestemt tærskelgrænse, holdestrømmen, såsom ved enden at en halvcyklus af vekselstrøm (AC) fra elnettet. Dette gør en triac til en nyttig kontakt for AC kredsløb, hvor styring af meget store effekter kan styres af milliampere styrestrømme. Ydermere kan tidsstyres ned igennem halvcyklussen hvilket betyder at man kan styre effekten til belastningen (fasestyring).

## Eksempel data
| Variabel navn           | Parameter                               | Typical value | Unit |
| ----------------------- | --------------------------------------- | ------------- | ---- |
| {\displaystyle V_{gt}}  | Gate tærskelspænding                    | 1.5           | V    |
| {\displaystyle I_{gt}}  | tærskelstrøm                            | 10 - 50       | mA   |
| {\displaystyle V_{drm}} | Repetitiv spids off-state spænding      | 600 - 800     | V    |
| {\displaystyle I_{t}}   | RMS on-state strøm ikke-repetitiv spids | 4 - 40        | A    |